# Вони боролися за волю України
Вони боролися за волю України - назва книги кандидата історичних наук Володимира Григоровича Дмитрука, яка складається з трьох томів: "Нарис історії Сірожупанної дивізії", "Нарис історії боротьби проти тоталітарного режиму на Україні в 1921-1939рр" та "Участь ОУН-УПА у національно-визвольній боротьбі українського народу в 1941-1956 рр. за матеріалами Волині та Полісся".
Перший том вийшов у світ в 2004 році у видавництві ВАТ "Волинська обласна друкарня" міста Луцьк. Повне зібрання випущене у 2007 році на замовлення Державного комітету телебачення і радіомовлення України за програмою "Українська книга"

## Короткий опис
У книзі на глибокому аналізі історичних подій,на численних архівних документах та спогадах учасників національно-визвольної боротьби українського народу автор відтворює захоплюючу і трагічну сторінку історії боротьби українського народу за незалежність нашої Батьківщини в період 1917-1959 рр.
В праці можна простежити хронологію та закономірність подій формування визвольного руху, форми його організації, вклад таких видатних особистостей, як Симон Петлюра, Євген Коновалець, Андрій Мельник, Степан Бандера, Роман Шухевич, Василь Кук у формування української держави.

## Зміст
У монографії "Вони боролися за волю України" висвітлено найважливіші етапи боротьби українського народу за свою незалежність: зародження та розвиток Сірожупанної дивізії, яка зробила гідний внесок у національно-визвольну боротьбу; розкриваються методи і форми, що застосовувалися до українського народу, які вилилися в геноцид - найтяжчий злочин проти людства; на глибокому аналізі історичних подій розкривається закономірність виникнення УПА як сили, покликаної самим народом, на численних архівних документах та спогадах учасників національно-визвольної боротьби українського народу автор відтворює захоплюючу і трагічну сторінку історії боротьби українських повстанців ОУН і УПА за незалежність нашої Батьківщини.
Книга, за задумом автора, повинна бути не лише посібником, а й довідником, де читач зможе знайти відповідь на питання, що сьогодні найбільш хвилюють людей - про роль і місце національно-визвольної боротьби українського народу за свою незалежність, про те, який вклад у цю боротьбу внесла УПА.
Розглядувана тема частково або мало висвітлена в деяких підручниках з історії України, довідниках та енциклопедичних виданнях. Але автор спробував викласти цей матеріал так, аби ним могли скористуватися учителі, студенти, учні старших класів - усі, хто цікавиться історією України. Підібрано та опубліковано ряд документів, маловідомих широкому загалу читачів. Частина з них зберігалася під грифом "Таємно" або "Для службового користування".
Автор робить спробу перевірити та впорядкувати ряд статистичних даних, які в радянську добу свідомо перекручувалися чи висвітлювалися з ідеологічних позицій.
Посилаючись на чисельні архіви та спогади очевидців, автор увічнює пам'ять синів та дочок української землі, мільйони яких було замордовано, убито, знищено у катівнях та голодоморами більшовицькою владою у ХХ столітті в Україні. (післямова "Вони боролися за волю України")

## Видання
- Володимир Дмитрук "Вони боролися за волю України"(повне зібрання)- ВАТ "Волинська обласна друкарня", місто Луцьк
- Кількість сторінок: 1072
- Тип видання: тверда палітурка